# Ásó, kapa, géppisztoly
Az Ásó, kapa, géppisztoly (eredeti cím: Shotgun Wedding) 2022-ben bemutatott amerikai romantikus akció-filmvígjáték, amelyet Jason Moore rendezett és Mark Hammer írt. A főbb szerepekben Jennifer Lopez, Josh Duhamel, Sônia Braga, Jennifer Coolidge, Lenny Kravitz és Cheech Marin látható.
A filmet először Szingapúrban mutatták be 2022. december 28-án. Amerikában 2023. január 27-én a Prime Video, Magyarországon 2024. április 21-én a FilmBox Premium mutatta be.

## Cselekmény
Tom és Darcy a rokonaikkal együtt egy esküvőre mennek egy Fülöp-szigeteki magánszigetre. Éppen amikor a pár elindul, vendégeiket túszul ejtik. A kalózok 45 millió dollárt követelnek Darcy apjától, Roberttől. A férfi addig nem hajlandó fizetni, amíg nem biztos benne, hogy Darcy életben van.
Darcy és Tom a többiektől külön-külön kerül fogságba, de az egyik kalóz megölésével sikerül megszökniük fogvatartóik elől. Próbálják elkerülni a fogságba esést, Darcynak és Tomnak kétségei támadnak az esküvővel kapcsolatban. Sarokba szorítva Tom az igazgatói iroda alatti páncélteremben rejtőzik el, és Tom feladja magát, hogy Darcy megmenekülhessen.
Amikor Tom visszatér az esküvői társaság többi tagjához, megtudja, hogy a kalózokat Darcy volt vőlegénye, Sean bérelte fel. Miután felfedte a tervet, Sean elindul Darcy keresésére, és túszul ejti Robert barátnőjét, Harrietet. Eközben Darcy csatlakozik Tomhoz és a többiekhez a medencénél, ahol ő és Tom bevallják, mégis össze akarnak házasodni.
A lakodalom tagjai rájönnek, hogy Harriet összeesküvésbe keveredett Seannal. Tom megkéri az őrségben lévő két kalózt, hagyják őket befejezni az esküvői szertartást, Robert pedig felajánlja, hogy pénzt ad, ha hagyják őket összeházasodni. Miközben a vendégek az „I'll Be”-t éneklik, Tom és Darcy nekiront a kalózoknak, és Darcy elvesz egy gránátot az egyiküktől. Az egyik kalóz megadja magát, mire a társa elfut, majd lövöldözni kezd. Tom anyja, Carol felkap egy fegyvert a földről, és viszonozza a tüzet. Darcy a levegőbe dobja a gránátot, hogy Tom a kalózra hajítsa, aki a robbanástól meghal (ami egyben az esküvő megünneplésére felállított tűzijátékot is meggyújtja).
Miközben a násznépet megmentik, Darcy és Tom segítségért futnak, de a kikötőben Sean találkozik velük. Tom megküzd vele, majd Tom és Darcy egy csónakkal elmenekül. Harriett egy helikopter segítségével próbálja megállítani őket. Sean, akit egy kötélen a csónakkal együtt húztak, felmászik a fedélzetre, és ismét megküzd Tommal, miközben Darcy kormányozza a csónakot. A napernyőt szabadon engedve Tom és Sean a levegőben találja magát. Tom a kötélen leereszkedik a hajó fedélzetére. Tom és Darcy elvágja a horgászkötelet, aminek következtében a napernyő a helikopter rotorjainak csapódik, megölve Seant és Harrietet. Míg a hatóságok őrizetbe veszik a megmaradt kalózokat, Tom és Darcy a parton összeházasodnak.

## Szereplők
| Szerep        | Színész           | Magyar hang     |
| ------------- | ----------------- | --------------- |
| Darcy Rivera  | Jennifer Lopez    | Pikali Gerda    |
| Tom Fowler    | Josh Duhamel      | Bozsó Péter     |
| Carol Fowler  | Jennifer Coolidge | Kocsis Mariann  |
| Renata Ortiz  | Sônia Braga       | Ábrahám Edit    |
| Robert Rivera | Cheech Marin      | Várkonyi András |
| Jamie Rivera  | Callie Hernandez  |                 |
| Ricky Silver  | Desmin Borges     |                 |
| Sean Hawkins  | Lenny Kravitz     | Kálid Artúr     |
| Larry Fowler  | Steve Coulter     | Rosta Sándor    |

### Magyar változat
- Bemondó: Zahorán Adrienne
- Magyar szöveg és szinkronrendező: Berzsenyi Zoltán
- Hangmérnök és vágó: Hegyessy Ákos
- Felvevő hangmérnök: Darvas Bence
- Gyártásvezető: Mészáros Szilvia
- Produkciós vezető: Legény Judit

A szinkront a Laborfilm Szinkronstúdió készítette el.

## A film készítése
A filmet először 2019. január 29-én jelentették be, a főszerepet Ryan Reynolds kapta, a rendezője Jason Moore, a forgatókönyvet pedig Mark Hammer írja Liz Meriwetherrel együtt. A Mandeville Films és a Maximum Effort gyártaná a filmet. 2020 októberében Jennifer Lopez, Elaine Goldsmith-Thomas és Benny Medina csatlakoztak producerként.

### Szereposztás
2020. október 27-én Jennifer Lopezt választották a női főszerepre. Armie Hammer vette át Ryan Reynolds helyét a férfi főszerepben (Reynolds végül vezető producerként vett részt a filmben), de 2021 januárjában kilépett a projektből az ellene felhozott visszaélési vádak miatt.
2021. január 19-én Josh Duhamel kezdett tárgyalásokat Hammer helyettesítéséről, szerepét pedig a következő hónapban megerősítették. Sônia Braga és Jennifer Coolidge szintén főszerepet kaptak. 2022. február 16-án Lenny Kravitz, Cheech Marin, D'Arcy Carden, Selena Tan, Desmin Borges és Alex Mallari Jr. csatlakozott a szereplőgárdához. 2021. május 7-én Callie Hernandez és Steve Coulter is szerepet kapott a filmben.

### Forgatás
A forgatás eredetileg 2019 nyarán kezdődött volna, de végül 2021. február 22-re ütemezték át. A munkálatok Bostonban és a Dominikai Köztársaságban zajlottak. Jennifer Lopez 2021. április 22-én Instagramon jelentette be, hogy a forgatási munkálatok hivatalosan befejeződtek.